# Gaspard-Louis Rouillé d'Orfeuil
 (août 2014).
Gaspard-Louis Rouillé d’Orfeuil (né le 2 juillet 1732 et mort le 19 novembre 1791) est un intendant de province de la fin de l'Ancien Régime, en France.

## Biographie

### Un jeune homme d'avenir
Gaspard-Louis Rouillé d’Orfeuil naît le 2 juillet 1732 dans une famille de noblesse récente. Il est le fils de Jean-Louis Rouillé d'Orfeuil et de Henriette Madeleine de Caze de la Bove. Son grand-père, Jean Rouillé, seigneur de Fontaine-Guérin, est contrôleur général des postes et son père Jean Louis Rouillé, seigneur d’Orfeuil, maître des requêtes. Ce dernier meurt à 32 ans le 22 janvier 1737. Il laisse une veuve et deux orphelins, Gaspard-Louis et Charles-Nicolas qui choisira la carrière militaire. Mais la famille est riche. L’oncle Michel Rouillé de Fontaine est fermier général et s’engage, tant qu’il conservera cette charge, à verser à Gaspard-Louis une rente de 3 000 livres par an.
Le jeune homme suit la voie paternelle, il achète une charge de maître des requêtes en 1753. Il épouse en 1755 Anne-Charlotte Bernard de Montigny. Charles Bernard de Montigny, son beau-père, est contrôleur des finances dans la généralité d’Amiens, seigneur du Boullay d’Achères et de Marville-les-Bois, au nord de Chartres. Il a fait rebâtir le château du Boullay par l’architecte Le Carpentier (qui rebâtira La Ferté-Vidame pour le marquis de Laborde).
Les Montigny ont trois enfants. En 1764, Mme d’Orfeuil hérite de la terre de Marville et elle rachète à son frère, pour 80 000 livres, les domaines environnants.

### Un intendant modèle
Comme le fait remarquer Sylvie Nicolas, maître des requêtes n’est qu’une situation d’attente, avant d’accéder à de plus hautes fonctions. En 1762, Rouillé d’Orfeuil est nommé intendant à La Rochelle et en 1764 intendant à Châlons-en-Champagne. La généralité de Châlons recouvre à peu près l’actuelle région de Champagne-Ardenne, elle s’étend de Charleville-Mézières au nord, jusqu’à Langres au sud, incluant les villes de Reims et Troyes. Un intendant est un personnage essentiel de la haute administration. Il a la main sur la police, la justice et les finances. Selon la formule consacrée, c’est le roi présent en la province.

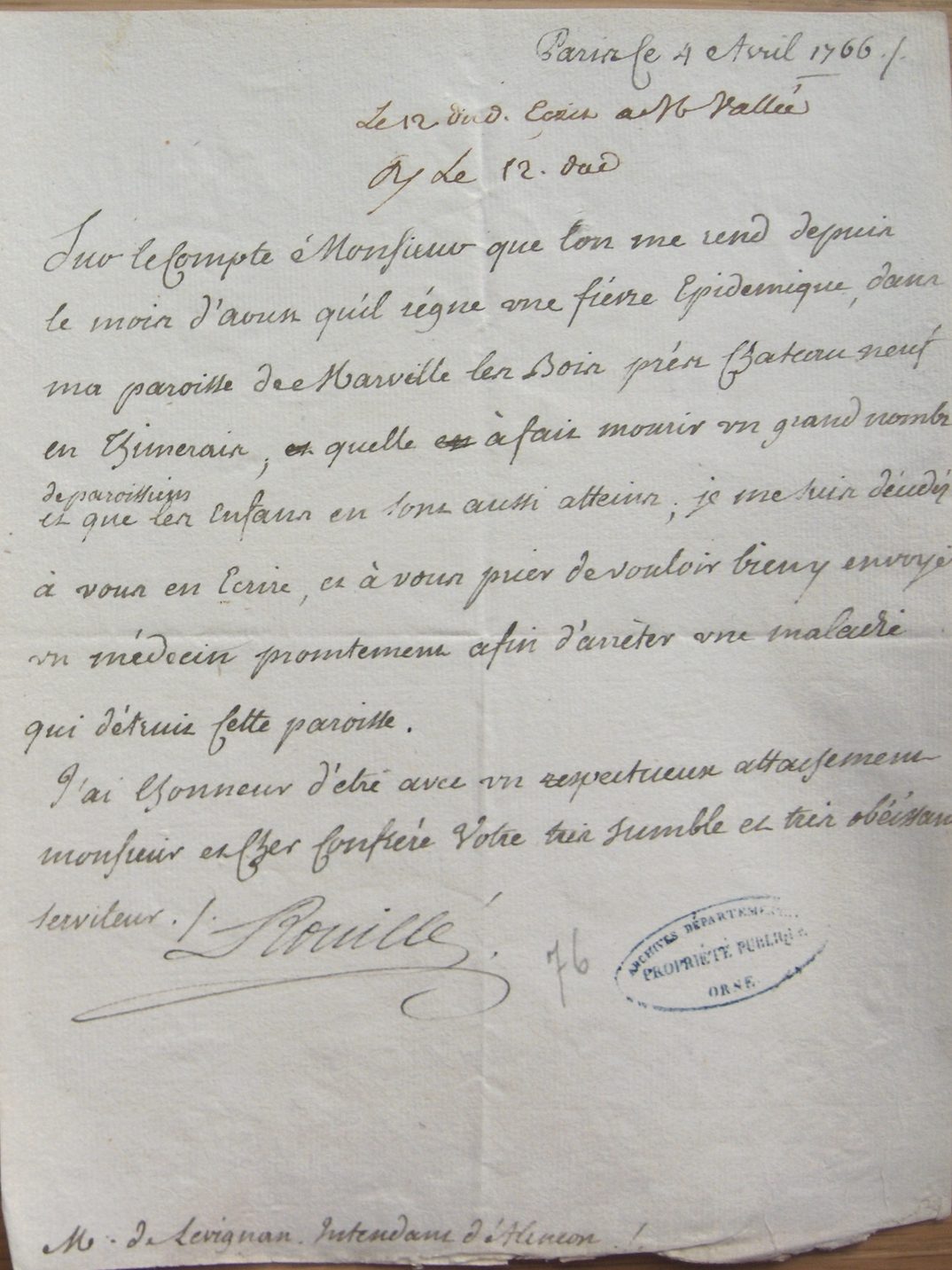
Lettre de M. Rouillé d'Orfeuil à l'intendance d'Alençon (A.D.61, C306) pour qu'un médecin soit envoyé à Marville

Le nouvel intendant, bien en Cour, n'a que 32 ans. Il est affable et aime les fêtes, le théâtre et la musique. Il est compétent, actif, ouvert aux idées nouvelles et profondément humain. La lettre qu'il envoie à l'intendant d'Alençon en témoigne: il se préoccupe de l'épidémie qui ravage en 1765 la population de Marville. Comme tout intendant, il se préoccupe des problèmes d’agriculture et de voirie. Il s’inquiète de la santé publique, met en place une formation pour les sages-femmes, s’efforce de lutter contre les épidémies.

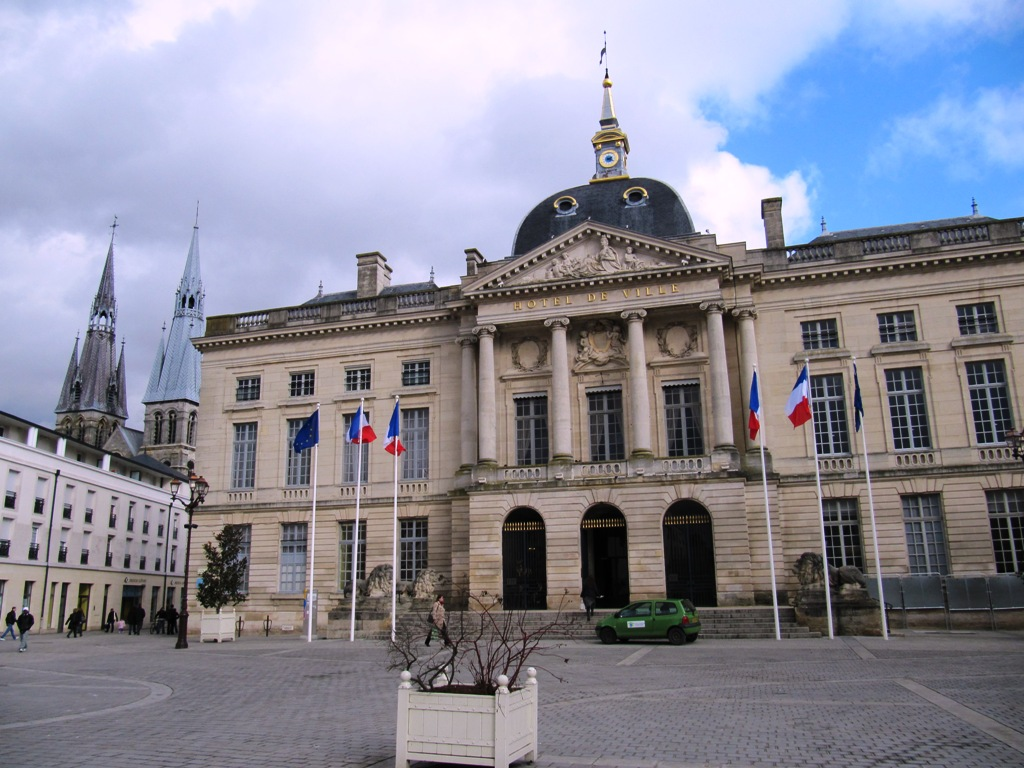
Hôtel de ville de Châlons-en-Champagne

Il tente de résoudre les problèmes de sous-emploi en ouvrant des ateliers de charité, financés par la solidarité et la cassette royale. Lorsqu’une ville est victime d’un fléau naturel ou de la disette, il intime la modération à l’administration fiscale. Par souci de justice il fait dresser un cadastre afin d’établir l’imposition sur une base solide et incontestable. Il transforme Châlons selon les goûts du siècle. Il fait raser l’ancien centre pour y bâtir un nouvel Hôtel de Ville ouvert sur une large place, tracer des rues rectilignes, des promenades, bâtir des ponts et des quais, un théâtre. La Champagne est aussi une généralité de frontière. Le roi de Danemark s’arrête à Châlons en 1768, et surtout en 1770 la jeune Marie-Antoinette qui vient épouser le dauphin Louis. En son honneur il fait bâtir une porte monumentale. Reims est la ville des sacres. Il lui revient d'organiser, en 1775, celui de Louis XVI à Reims.
Les pilastres et les lambris dorés de l’Intendance servent de cadre au portrait officiel de Gaspard-Louis Rouillé d’Orfeuil: visage plein émergeant d’un nuage de soie et de velours, portant perruque poudrée, jabot et manchettes de dentelle, la croix de l’ordre militaire de Saint-Louis sur la poitrine, le regard droit, un bras appuyé sur une table de riche marqueterie, faussement surpris la plume à la main, l’autre bras déployé, la paume ouverte dans un geste généreux et paternel.

### Un intendant philosophe

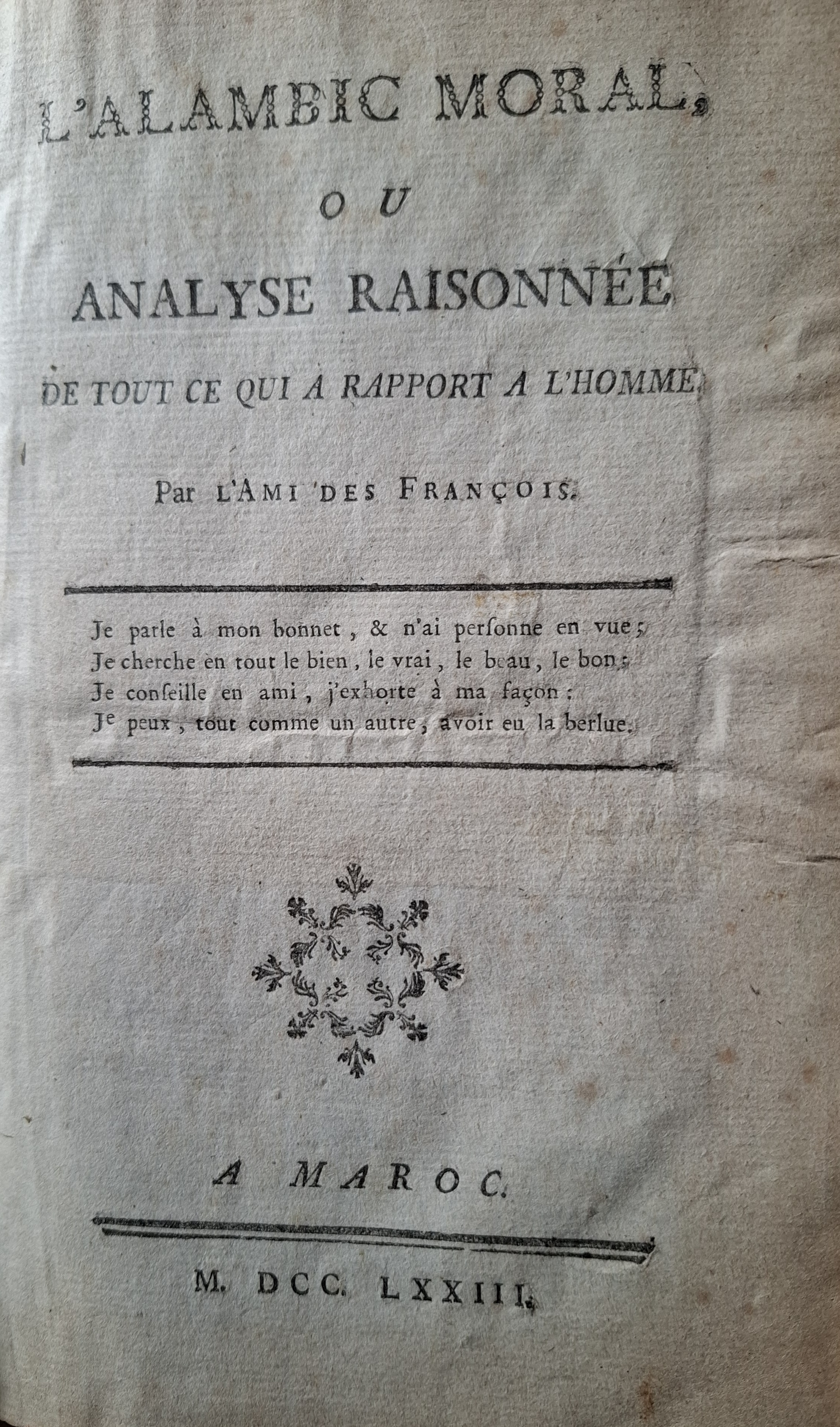
L'Alambic moral (1773)

Diderot, natif de Langres, tenait en grande estime l'Intendant de Champagne. Mais autant qu’à son action, Rouillé d’Orfeuil la doit aux ouvrages qu’il fait paraître anonymement, et qui lui sont inspirés aussi bien par son expérience personnelle que par la fièvre réformatrice qui a saisi les cercles lettrés. En 1771, paraît L’Ami des Français, utopie dans l’esprit du siècle. Un naufragé aborde dans une île déserte où règne un gouvernement idéal: prétexte pour l’auteur anonyme de développer  une série de réformes qu’il propose en exemple à la France. Suivent en 1773 deux ouvrages, dont la couverture porte, comme pour le précédent, des lieux de publication fantaisistes: Maroc, Hispaan. L’Alambic des lois expose de manière méthodique les idées de l’Intendant: la nature de l'homme, son comportement en société, l'importance de l'éducation, le gouvernement et les devoirs du souverain, les lois. L'Alambic moral reprend ces mêmes idées sous forme de dictionnaire philosophique. On y trouve des articles sur l'accouchement, l'adoption, l'adultère, l'agriculture, les banqueroutes, le cadastre, le célibat, les courtisanes, le divorce, la famine, les fêtes, l'hôpital, les loteries, les salaires...
Au XVIIIe siècle, être philosophe ne veut pas dire être démocrate. Rouillé d’Orfeuil préconise une société hiérarchisée en dix classes bien distinctes. Au sommet, la haute noblesse qui a le privilège de porter des habits brodés d’or et d’argent, de sortir en équipage de six chevaux. Les femmes peuvent se parer de bijoux en or et en argent enrichis de diamants. Puis viennent la noblesse de robe, la haute bourgeoisie, les gros laboureurs et les commerçants. En bas de l’échelle, les artistes et les journaliers.
Le conservatisme social n’est pas incompatible avec le progrès politique. Rouillé d’Orfeuil a lu Montesquieu et préconise la séparation des pouvoirs. À l’exemple de l’Angleterre, le pouvoir législatif doit revenir à une assemblée de deux chambres, où seront représentées toutes les classes de citoyens.
Les généralités, trop étendues, doivent être cassées en unités territoriales plus petites.
Le clergé doit être profondément réformé, les ordres monastiques supprimés. Les moines et les religieuses, qui ne participent ni à l'économie, ni au développement démographique, chassés de France ou intégrés aux ordres séculiers. On s’étonne en revanche de la méfiance que l’Intendant nourrit vis-à-vis du commerce, lié pour lui à l’appât du gain. La seule véritable richesse à ses yeux est l’agriculture et il faut l’encourager par tous les moyens. Les terres doivent être mises en jachère tous les trois ans pour se reposer, et enrichies par des engrais. Les routes doivent être limitées en largeur pour ne pas diminuer la surface des terres cultivées.
Enfin, idée récurrente depuis l’Antiquité, renouvelée par Rousseau, le luxe lui apparaît comme le fléau de toute société développée. La mode, le goût des bijoux, les arts décoratifs, les spectacles qui font le renom de la France, la conduisent aussi à la ruine. Dans cette spirale de frivolité et de perdition l’artiste et ses ouvrages apparaissent comme les tentateurs. L’argent, le crédit sont les complices. La femme, nouvelle Ève, celle qui perdra la famille et la société. D’où ce titre de chapitre dans L’Alambic moral:  «On ne peut trop veiller sur les femmes».

### Un intendant dépensier
Gaspard-Louis Rouillé d’Orfeuil a-t-il assez veillé sur lui-même? Car les excellents principes qu’il développe dans ses écrits, il les oublie bien vite dès qu’il s’agit d’affirmer sa position et son prestige. Arrivant à Châlons dans un palais commencé par son prédécesseur et qui restait à décorer, il a exigé des glaces, des marbres, des tableaux de dessus de porte, doublé le budget, installé un théâtre dans la salle à manger, ouvert une perspective vers la Marne. Il a fait bâtir une porte monumentale pour le passage de Marie-Antoinette. Les travaux d’embellissement de Châlons ont lourdement grevé le budget d’une région pauvre, dépourvue d’industries. Le 11 décembre 1787, Blondel, intendant des finances, écrit: 

« Je ne puis vous dissimuler toute la peine que le ministre a eue à se déterminer à autoriser le payement de cette dépense. Il y a cependant consenti, mais en m'observant qu'il trouvoit fâcheux et de mauvais exemple que vous vous fussiez porté à ordonner des ouvrages dont la dépense était aussi considérable, sans que la nécessité en eût été préalablement constatée et sans qu'ils eussent été autorisés. »

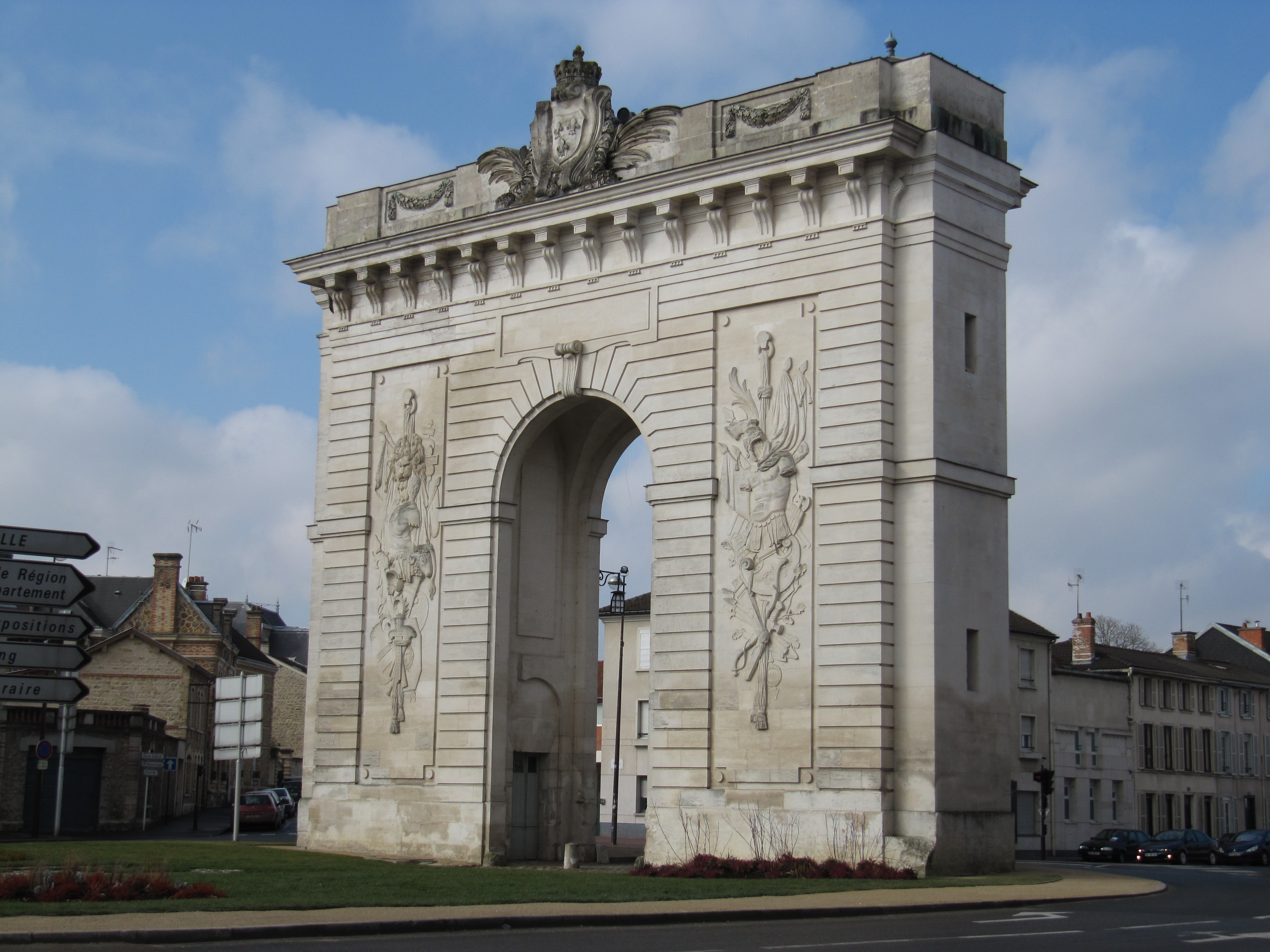
Porte Sainte-Croix, érigée en 1770 pour le passage de Marie-Antoinette.

L’Intendant n’a pas le même recours quand il s’agit de ses finances personnelles. Les Rouillé d’Orfeuil vivent au-dessus de leurs moyens. Comme tous ces intendants, ces contrôleurs des finances qui participent au pouvoir, ils veulent paraître. La mode est aux beaux bâtiments, aux parcs, aux folies. Ils abattent le vieux manoir de leur seigneurie de Marville et font bâtir un nouveau château par l’architecte en vogue, Denis Antoine, célèbre pour son Hôtel des Monnaies, face au Pont-Neuf. À Paris, il leur manque l’hôtel particulier qui leur permettra de tenir leur rang. Antoine leur bâtit un vaste hôtel de quatre appartements de maître rue de Clichy, quartier alors à la mode, en proie à la spéculation, où se dressent entre cour et jardin de superbes et ruineuses demeures, presque toutes disparues.
Et puis Gaspard-Louis est homme de son siècle. Il est libertin. Il aime les soupers fins qui se terminent dans l’alcôve. Il fréquente les actrices, poursuit les danseuses. Les inspecteurs de police surveillent toutes ces femmes d’une moralité douteuse et leurs rapports nous renseignent sur ses amours vénales. Sa réputation le suit en province, où il est parfois le héros d’aventures ridicules.

### La faillite de l'intendant
Populaire, estimé, presque inamovible, l’Intendant croit sa position solide comme la monarchie. Pendant toutes ces années, les Rouillé d’Orfeuil ont dépensé bien au-delà de leurs revenus. Ils ont dû abandonner en 1783 leur hôtel particulier de la rue de Clichy pour le louer à l'homme d'affaires écossais Quentin Craufurd. Ils ont signé par dizaines des contrats de rentes viagères, emprunté pour rembourser d’autres emprunts. Et même prêté imprudemment. Le comte d’Artois, qui leur doit 54 000 livres, émigre dès le 16 juillet 1789.
Comme pour le roi, cette année est celle de la chute pour les Rouillé d’Orfeuil mais leur une chute est plus brutale. Le 5 mai, Mme Rouillé d’Orfeuil obtient la séparation de biens pour sauver ce qui reste de sa fortune. L’intendant philosophe, qui jugeait qu’on ne peut trop veiller sur les femmes, est contraint de signer une procuration, par laquelle il lui abandonne tous ses biens et revenus, présents et à venir. Ils vendent tous leurs meubles, ceux de l’Intendance, ceux de Paris, ceux de Marville. Leur fils unique n’a jamais reçu les 200 000 livres promises à son mariage. Ils lui font donation de la maison de la rue de Clichy, qui échappe aux créanciers. Ils vendent à perte leur domaine de Marville-les-Bois, château et terres, et s’installent à Passy, rue Basse.

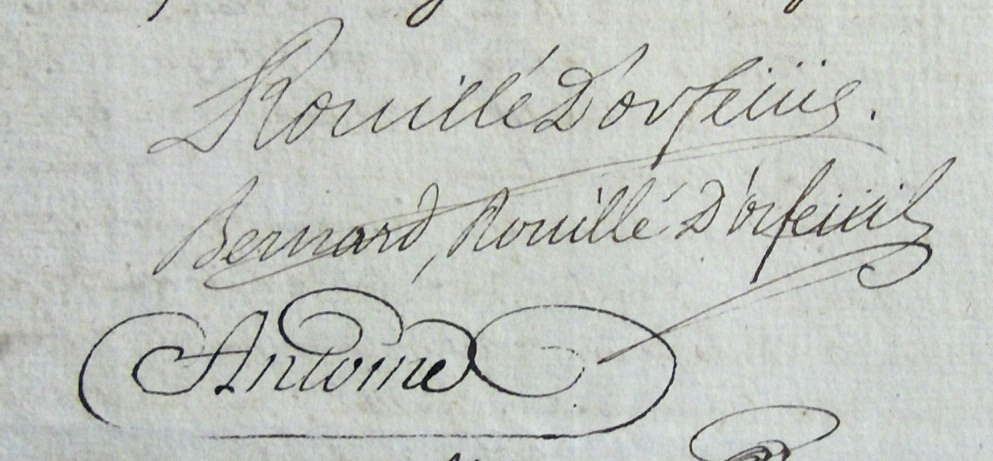
Signatures de l'architecte Antoine, de Gaspard-Louis Rouillé d'Orfeuil et de sa femme, née Bernard de Montigny

Les événements politiques rendent cette chute irréversible. En 1787 les intendants ont été secondés par des Assemblées provinciales qui ont bien vite grignoté tous leurs pouvoirs, ils sont supprimés en 1790. Les dernières années ne sont qu’une lutte contre les créanciers. Dix-huit ans après la construction du château, les Rouillé doivent toujours 17 759 livres (avec les arrérages) à l’architecte Antoine, 10 104 livres à son frère sculpteur, 60 000 à l’entrepreneur, décédé entretemps et représenté par ses sœurs. Crawford, quoique richissime et ami de Marie-Antoinette, ne paie pas son loyer. On cache dans la remise de la rue de Clichy la berline qui emmènera la famille royale jusqu’à Varennes. Ironie du sort: la maison, achetée par la Ville de Paris, sera démolie et remplacée en 1834 par la prison pour dettes de Clichy.
Rouillé d’Orfeuil est affaibli, moralement et physiquement. Il souffre de la goutte, sa main tremblante ne lui permet plus de signer les actes. Sa situation a quelque chose de tristement prophétique, car l’histoire lui a en partie donné raison. Le luxe, la dette, le conservatisme ont conduit la France au chaos. Avec sa femme, il finit par se réfugier dans une petite maison ouvrant sur la cour extérieure de l’abbaye de Longchamp, où s’accrochent encore onze religieuses malgré l’arrêté d’expulsion de février 1790. Les actes notariés, qui le désignaient comme «haut et puissant seigneur» et déroulaient la liste de ses titres, ne l’appellent plus que «le dit Rouillé». Il meurt à Longchamp, aveugle, dans la misère, le 19 novembre 1791.
Son fils, qui avait commencé par travailler sous ses ordres comme sous-intendant, reste discret pendant les événements révolutionnaires et finit par rejoindre la noblesse d’Empire. Un petit-fils sera préfet d'Eure-et-Loir puis du Finistère.

### Actes notariés conservés auxArchives nationales
- Mariage de Gaspard-Louis Rouillé d’Orfeuil avec Anne-Charlotte Bernard de Montigny : ET/C/795
- Créances Antoine et Girard: ET/LXXVIII/944
- Séparation de biens: ET/LXXVIII/942
- Vente des meubles de l’Intendance: ET/LXXVIII/942
- Vente du domaine de Marville: ET/LXXVIII/944
- Donation de la maison de la rue de Clichy: ET /LXXVII/944
- Inventaire après décès: ET/LXXVIII/960
- Nombreux actes pour les années 1789 à 1791, tous passés chez le notaire Guillaume le Jeune